# Cmentarz ewangelicki w Holendrach Paprockich
Cmentarz ewangelicki w Holendrach Paprockich – znajduje się w lesie na południe od wsi Holendry Paprockie, data jego powstania pozostaje nieznana. Do naszych czasów zachowało się kilkadziesiąt mogił ziemnych i nagrobków z napisami w języku niemieckim. Oprócz tego na cmentarzu znajduje się pokaźnych rozmiarów współczesny krucyfiks.